# Римокатоличка црква у Лаћарку
Римокатоличка црква у Лаћарку је богослужбени објекат жупе св. Ане бискупије Сријемске, са седиштем у Лаћарку.
Црква је подигнута на темељима старије грађевине која се због старости, лоше градње и слабијег одржавања урушила. Градња данашње цркве је започело 2001. године према пројекту архитекте Здравка Жугаја из Земуна.